# Euscorpius lesbiacus
Espèce
Euscorpius lesbiacus est une espèce de scorpions de la famille des Euscorpiidae.

## Distribution
Cette espèce est endémique de Lesbos en Égée-Septentrionale en Grèce.

## Étymologie
Son nom d'espèce lui a été donné en référence au lieu de sa découverte.

## Publication originale
- (en) Tropea, Fet, Parmakelis, Kotsakiozi, Stathi et Zafeiriou, « Euscorpius lesbiacus sp. n., a new species of scorpion from Lesvos Island, Greece (Scorpiones: Euscorpiidae) », Revista Iberica de Arachnologia, no 37,‎ 2020, p. 185-195